# Bill Carter

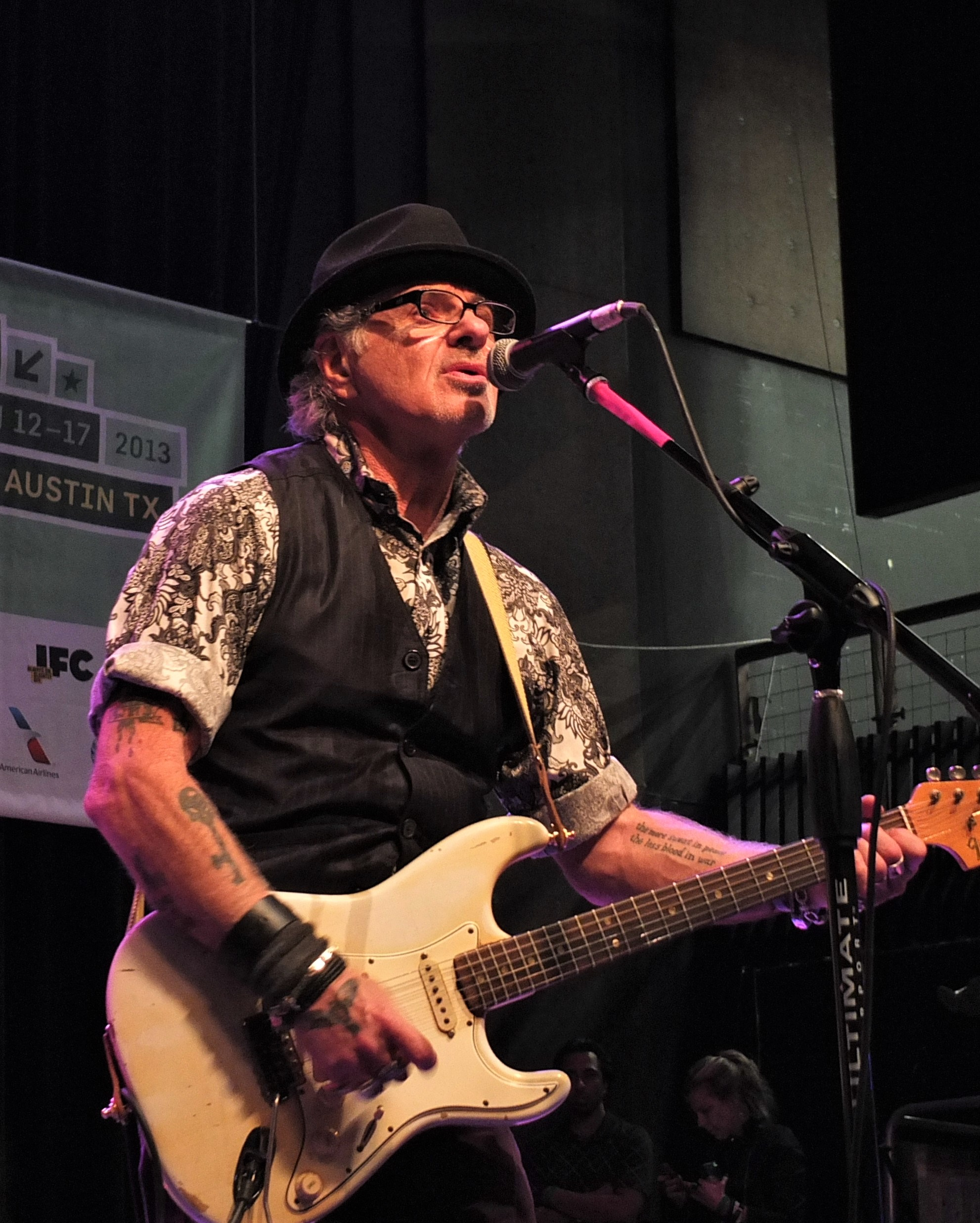
Bill Carter, 2013

Bill Carter (* 11. Dezember 1929 in Eagletown, Arkansas) ist ein US-amerikanischer Country- und Rockabilly-Musiker sowie Label-Besitzer und Produzent.

## Leben
Carter wurde in Arkansas geboren, seine Familie zog aber nach Broken Bow, Oklahoma, als Carter acht Jahre alt war. Die Carters waren eine einfache Farmer-Familie und zogen bereits 1943 weiter an die Westküste in die Kleinstadt Idaho, Kalifornien. Dort begann Carter seine Karriere als Country-Musiker.
Seine erste Radioshow hatte er bei KREO in Indio. Er blieb bei diesem Sender bis 1950, als er der US Air Force beitrat. Während seines Militärdienstes war er in San Antonio, Texas, stationiert, wo er auch in der Öffentlichkeit auftrat. 1952 wurde Carter ins nördliche Kalifornien versetzt, wo er Bekanntschaft mit Country-Stars wie Cottonseed Clark und Big Jim DeNoon machte. Nach seiner Entlassung aus der Air Force 1953 hatte er einige Gastauftritte in Cottonseed Clarks TV-Show Hoffman Hayride und unterschrieb einen Plattenvertrag bei dem Country-Label 4 Star. Seine erste Single erschien ein Jahr später.
1956 spielte Carter eine Single für das Nashville-Label Republic Records ein, wechselte danach aber wieder zu kleinen Westküsten-Labels, bei denen er über die Jahre hinweg zahlreiche Platten aufnehmen sollte. 1956 erhielt Carer ein Engagement im Riverbank Clubhouse in Riverbank und war bei KBOX in Modesto zu hören. Auch in San Francisco konnte man in den 1950er-Jahren Carters Stimme hören, wenn er im Programm der Station KPIX auftrat. Bei Tally erschien 1957 erstmals ein Rockabilly-Song von Carter, das von Cliff Crofford komponierte I Wanna Feel Good. Es folgten weitere Titel wie I Used To Love You (1958), Baby Brother (1959), Cool Tom Cat (1960) oder Shot Four Times and Dy'in'  (1961). Letzterer wurde von Carters musikalischem Partner Cal Veale geschrieben. Carter nahm in seiner Schallplattenkarriere unter anderem für D Records, Challenge Records, Rural Rhythm Records und vielen weiteren Singles und EPs auf.
Anfang 1961 gründete Carter in Modesto seine eigene Plattenfirma Indio Records, für die Veale als Produzent arbeitete. Im Herbst desselben Jahres fand Carter laut eigener Aussage zu Gott und beendete seine Karriere als weltlicher Country-Musiker und -Produzent. Mit verschiedenen Bands, unter anderem den Christian Troubadors, zog er durch die USA, um in Kirchen aufzutreten und zu predigen. Carters letzte Platten erschienen in den 1960er-Jahren in Form von Gospel-EPs bei Rural Rhythm.
Bis heute predigt Carter in Kirchen und auf Zusammenkünften.

## Diskografie
| Jahr     | Titel | Label #             |
| -------- | --- | ------------------- |
| 1954     | Making Believe / More Than a Man Can Stand | 4 Star X 91         |
| 1956     | By the Sweat Of My Brow / You Ain’t Got My Adress | Republic 7126-F     |
| 1957     | I Wanna Feel Good / I Knew Her When | Tally 111           |
| 1958     | I Used to Love You / Too Used to Being With You | Tally 115           |
| 1959     | Baby Brother / Ride Gunman, Ride (B-Seite von Black Jack Wayne) | Black Jack BJ-105   |
| 1959     | Pony Express / You’ll Never Know | Showboat 1504       |
| 1959     | Little Lover / Sommit Ridge Drive | Challenge 59067     |
| 1960     | Jailer Man / Legend of Billy the Kid (mit The Cooper Brothers) | Honee B HB-45-104   |
| 1960     | Cool Tom Cat / Secret Date (B-Seite mit The Cooper Brothers) | Ozark OM45-1234     |
| 1960 (?) | - Stowaway - Severn Years - Half Hour Til Sundown - Ramblin' Fever | Honee B EP 103      |
| 1960     | Pony Express / You’ll Never Know | Showboat 1504       |
| 1960     | Colt 45, Part I / Colt 45, Part II (mit den Cooper Brothers) | Check 103           |
| 1961     | Shot Four Times and Dy'in' / Stranger, Shake Hands With a Fool | D 1183              |
| 1961     | Shot Four Times and Dy'in' / Stranger, Shake Hands With a Fool | MGM K13026          |
|          | - Amazing Grace - When God Dips His Love In My Heart - This World Is Not My Home - Where We Never Grow Old                                                              | Rural Rhythm EP 516 |
|          | - Cross Road - Good Lord to Keep My Happy - Won’t You Go There With Me - Full Time Religion - Thank You Dear Lord - Only a Tramp on the Street                          | Rural Rhythm EP 526 |
|          | - Your Last Day On Earth - God’s Mantion In the Sky - Ain’t You Gonna Change - The Gates of Glory - Where You Gonna Hide - Glory In Your Soul (mit den Cooper Brothers) | Rural Rhythm EP 527 |